# Α-bisabololo
L'α-(−)-bisabololo è un alcool naturale sesquiterpenico monociclico che si forma per neutralizzazione con acqua del catione bisabolile.
Costituisce il componente principale (10-25%) dell'olio essenziale di camomilla derivato dai capolini freschi o essiccati.
Possiede proprietà calmanti ben conosciute da secoli e perciò viene utilizzato in numerosi prodotti cosmetici. Ha proprietà lenitive e disarrossanti.
Il bisabololo ha un effetto antiossidante. Il bisabololo liposomiale, anche in associazione con fluconazolo, esplica un effetto antifungino contro la Candida albicans, Candida tropicalis e Candida krusei, soprattutto contro l'accumulo di biofilm batterico.